# Omar Torrijos (politico)
Omar Torrijos, nome completo Omar Efraín Torrijos Herrera (Santiago de Veraguas, 13 febbraio 1929 – Penonomé, 31 luglio 1981), è stato un generale e politico panamense.

## Biografia
Entrò nell'Esercito panamense nel 1952, fu comandante della Guardia Nazionale di Panama, e dittatore del paese centro-americano dal 1968 al 1981, anno della sua morte. Fu il promotore del colpo di Stato del 1968, grazie al suo ascendente sulle masse povere e sui contadini, tanto che ebbe a dire di fronte ai fanciulli di un quartiere periferico: "Qui crescono i figli della rivoluzione". Sebbene fosse di fatto il personaggio più importante del paese, non vinse elezioni né fu mai presidente.
Famoso per i trattati Torrijos-Carter, del 1977 fra Panama e Stati Uniti che sancivano il diritto di controllo per i centroamericani del Canale di Panama a partire dal 2000. Morì prematuramente nel 1981 a causa di un incidente aereo. Versioni non ufficiali affermano che i sistemi di bordo erano controllati da terra, e John Perkins nel suo Confessioni di un sicario dell'economia lascia intendere che fu la CIA ad eliminarlo, perché Torrijos si rivelò un personaggio troppo scomodo e difficile da controllare.